# Copestylum pseudotachina
Copestylum pseudotachina är en tvåvingeart som först beskrevs av Hull 1936.  Copestylum pseudotachina ingår i släktet Copestylum och familjen blomflugor. Inga underarter finns listade i Catalogue of Life.